# Glasögonflatnäbb
Glasögonflatnäbb (Rhynchocyclus brevirostris) är en fågel i familjen tyranner inom ordningen tättingar.

## Utseende och läte
Glasögonflatnäbben är en rätt storhövdad och grönaktig flugsnapparliknande fågel. Fjäderdräkten är relativt distinkt, med kontrasterande vitaktig ögonring i ljust gråaktigt ansikte. Fågeln saknar tydliga ljusa vingband. Lätet består av en ljus och gäll insektsliknande ton som inte drar till sig uppmärksamhet.

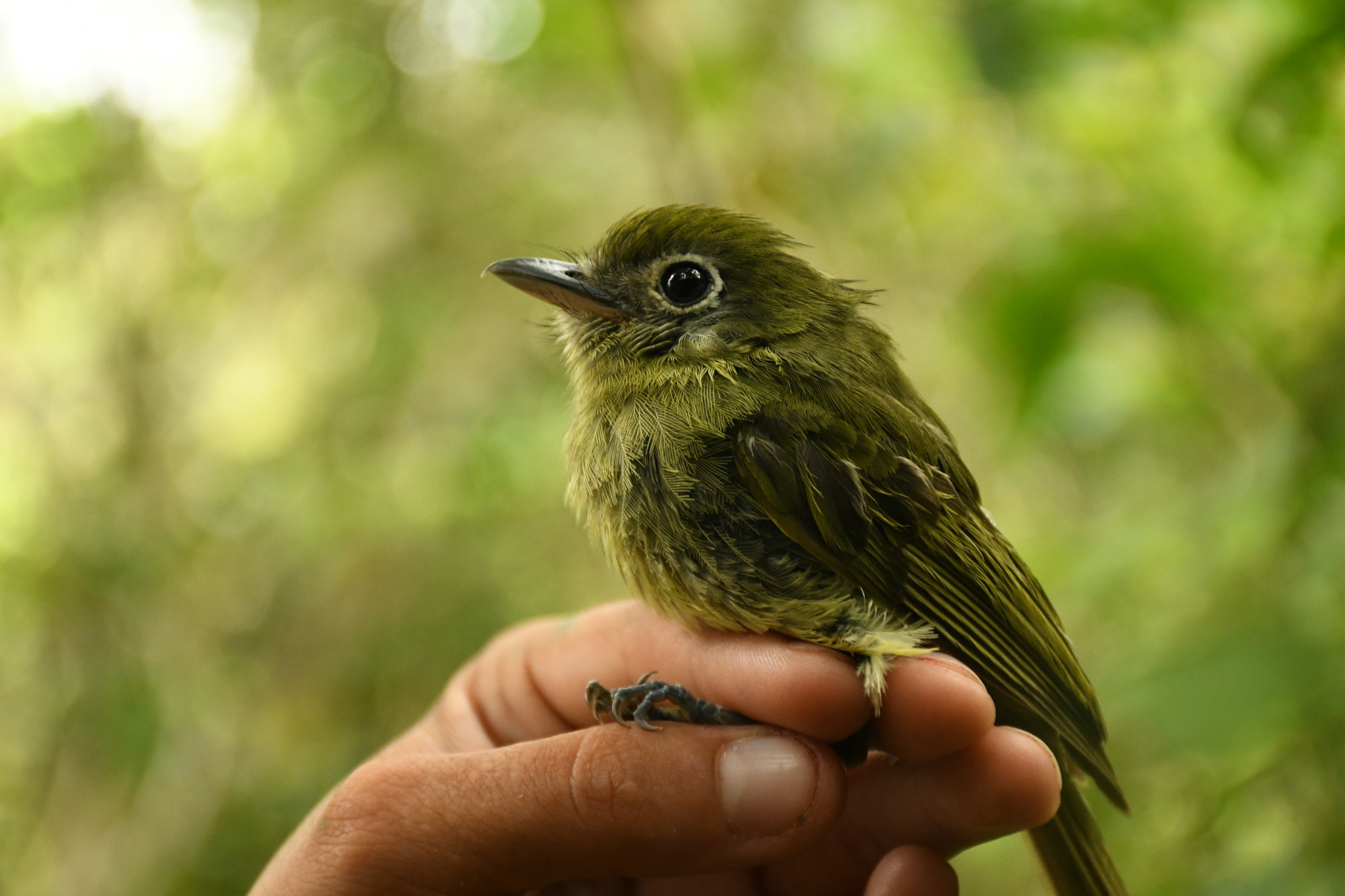

## Utbredning och systematik
Glasögonflatnäbb delas in i tre underarter med följande utbredning:
- Rhynchocyclus brevirostris brevirostris – förekommer från södra Mexiko (östra Oaxaca och Veracruz) till västra Panama
- Rhynchocyclus brevirostris pallidus – förekommer längs stillahavskusten i södra Mexiko (Guerrero, Oaxaca)
- Rhynchocyclus brevirostris hellmayri – förekommer i bergen i östra Panama (Darién) och nordvästligaste Colombia

### Familjetillhörighet
Arten placeras traditionellt i familjen tyranner. DNA-studier visar dock att Tyrannidae består av fem klader som skildes åt redan under oligocen, pekar på att de skildes åt redan under oligocen, varför vissa auktoriteter behandlar dem som egna familjer. Glasögonflatnäbben med släktingar placeras då i Pipromorphidae.

## Levnadssätt
Glasögonflatnäbben hittas i fuktiga tropiska och subtropiska skogar. Där för den en undanskymd tillvaro, vanligen sittande upprätt och tystlåtet på medelhög höjd inne i skog, sällan i skogsbryn.

## Status och hot
Arten har ett stort utbredningsområde, men tros minska i antal, dock inte tillräckligt kraftigt för att den ska betraktas som hotad. Internationella naturvårdsunionen IUCN listar arten som livskraftig (LC). Beståndet uppskattas till i storleksordningen 50 000 till en halv miljon vuxna individer.